# Śląska Nagroda im. Juliusza Ligonia
Śląska Nagroda im. Juliusza Ligonia – polska nagroda przyznawana przez Katolickie Stowarzyszenie „Civitas Christiana” za wybitne osiągnięcia w pracy dla Śląska.
Patronem nagrody jest polski działacz narodowy i poeta ludowy Juliusz Ligoń. Popularnie nagroda nazywana jest też Ligoniowym laurem.

## Historia
Stowarzyszenie „Pax” pierwszy raz uhonorowało Śląską Nagrodą im. Juliusza Ligonia osoby i instytucje, które kierując się chrześcijańskimi wartościami wniosły znaczący wkład w duchowy i cywilizacyjny rozwój Śląska w 1963 roku. W pierwszej kapitule zasiadał m.in. Gustaw Morcinek. Pierwszą nagrodzoną osobą był franciszkanin o. Edward Frankiewicz OFM.
W 2010 przewodniczącym kapituły był bp dr Gerard Bernacki.
W roku 2013 przewodniczącym kapituły był bp Józef Kupny.
W 2018 roku kapitułę stanowili: ks. Arkadiusz Wuwer – przewodniczący, Maciej Szepietowski – sekretarz, Franciszek Marek, Marek Rembierz, Piotr Sutowicz.

## Lista nagrodzonych
| Rok  | Nagrodzeni | Źródło            |
| ---- | --- | ----------------- |
| 1963 | o. Edward Frankiewicz OFM, Bronisława Szymkowiak | [ 4 ] [ 7 ] [ 4 ] |
| 1965 | Kazimierz Malczewski | [ 7 ]             |
| 1968 | Teodor Mańczyk, Klemens Matusiak, Bronisław Kania, Jan Wawrzynek | [ 7 ]             |
| 1978 | Maksymilian Kośny | [ 7 ]             |
| 1982 | Franciszek Barteczek, Jan Tacina | [ 7 ] [ 8 ]       |
| 1984 | Waleria Nabzdyk, Jan Broda, Waldemar Baliński | [ 9 ]             |
| 1985 | Zbyszko Bednorz | [ 10 ]            |
| 1988 | Albin Siekierski, Chór Mieszany „Ogniwo” |                   |
| 1989 | Stanisław Nicieja, Chór „Lutnia” z Chorzowa | [ 11 ] [ 12 ]     |
| 1990 | Kazimierz Kutz | [ 13 ]            |
| 1991 | Adolf Dygacz |                   |
| 1992 | Stanisław Fijałek |                   |
| 1994 | ks. Jan Górecki, Jerzy Dreyza | [ 14 ]            |
| 1995 | Witold Pałka | [ 15 ]            |
| 1997 | prof. Krzysztof Brożek | [ 16 ]            |
| 1998 | ks. Stanisław Tkocz, prof. Jan Malicki |                   |
| 1999 | Roman Chrząstowski | [ 17 ]            |
| 2001 | Jan Drabina, Wiesław Lesiuk, prof. Józef Śliwiok, Rajmund Hanke, ks. Władysław Bochnak | [ 18 ]            |
| 2002 | abp Damian Zimoń, prof. Marian Oslislo, Towarzystwo Miłośników Ziemi Jastrzębskiej | [ 19 ]            |
| 2003 | Wojciech Kilar, ks. prof. Antoni Kiełbasa, Michał Sznapka, Chór „Resonans Con Tutti” im. Norberta Kroczka z Zabrza                                                                            | [ 20 ]            |
| 2004 | Chór „Gwiazda” | [ 21 ]            |
| 2006 | prof. Jan Miodek, ks. Jerzy Kempa, Krzysztof Karol Kaganiec | [ 22 ]            |
| 2007 | ks. Zygfryd Glaeser, Wiktor Ostrzołek, Eugeniusz Knapik, Biblioteka Śląska | [ 23 ]            |
| 2008 | bp Jan Kopiec, s. Jadwiga Wyrozumska OSE, prof. Karol Musioł, prof. Krzysztof Nitsch | [ 24 ] [ 25 ]     |
| 2009 | ks. prof. Józef Budniak, Jolanta Grabowska-Markowska, Bogdan Paprocki, Jan Olbrycht | [ 26 ]            |
| 2010 | Marian Zembala, Jan Myrcik, Okręg Katowicki Śląskiego Związku Chórów i Orkiestr | [ 5 ]             |
| 2011 | bp Paweł Anweiler, Edward A. Wylęgała, Alojzy Lysko, Bernard Krawczyk | [ 3 ]             |
| 2013 | prof. Katarzyna Olbrycht, ks. Władysław Nieszporek, Zespół Pieśni i Tańca „Śląsk” | [ 27 ] [ 28 ]     |
| 2014 | ks. prof. Józef Pater, Zygmunt Brachmański, Muzeum Drukarstwa w Cieszynie | [ 29 ]            |
| 2015 | Franciszek Pieczka, s. Ewa Jędrzejak SCB, Wyższe Śląskie Seminarium Duchowne w Katowicach | [ 1 ]             |
| 2016 | bp Stefan Cichy, Henryk Jan Botor, Dom Pomocy Społecznej dla Dzieci i Młodzieży oraz Osób Dorosłych Niepełnosprawnych Intelektualnie w Zawadzkiem (Zgromadzenie Braci Szkół Chrześcijańskich) | [ 2 ]             |
| 2017 | Małgorzata Mańka-Szulik, Maria Dragon, Międzynarodowe Sanktuarium św. Jadwigi w Trzebnicy | [ 30 ] [ 31 ]     |
| 2018 | Joanna Jurgała-Jureczka, Alfred Bujara, Papieski Wydział Teologiczny we Wrocławiu | [ 32 ]            |
| 2019 | Alicja Nabzdyk-Kaczmarek, Kazimierz Kimso, Muzeum Powstań Śląskich w Świętochłowicach | [ 33 ]            |
| 2023 | Dagmara Drzazga, Piotr Oszczanowski, Muzeum Czynu Powstańczego w Górze Świętej Anny | [ 35 ]            |